# Герц, Корнелиус
Корне́лиус (Корне́лий) Герц (фр. Cornelius Herz; 3 сентября 1845 года, Безансон — 6 июля 1898 года, Борнмут, Великобритания) — франко-американский врач и предприниматель; участвовал в афере, спровоцировавшей Панамский скандал.
Был близок к Панамскому обществу; содействовал подкупам депутатов и сенаторов. Когда это раскрылось, бежал в Англию (1893); в его выдаче было отказано вследствие его болезни.